# Peligros en actividades al aire libre
Cualquier actividad al aire libre conlleva riesgos, incluso cuando los participantes no se exponen deliberadamente a un peligro explícito. Muchas veces un simple accidente puede crear una situación peligrosa que requiere de habilidades o técnicas de supervivencia; sin embargo, y con las debidas precauciones, la recreación al aire libre puede ser agradable y segura.

## Medidas generales de seguridad
Cada riesgo posee su propia medida de seguridad y cada dolencia o accidente un recurso particular. Una medida de precaución general para cualquier actividad al aire libre nos lleva a los diez elementos esenciales de supervivencia, una selección de herramientas elegidas por su utilidad para prevenir o reaccionar ante diferentes situaciones de emergencia.
La costumbre de viajar en grupo aumenta la seguridad en todos los aspectos. Si una persona se lesiona, los miembros del grupo podrán administrar los primeros auxilios o solicitar ayuda. Un grupo puede evitar malas decisiones que un viajero en solitario podría hacer. Si se produce una emergencia, un grupo puede poner en común su fuerza motriz, el poder de pensamiento o decisión y el calor corporal y humano.
Otra precaución que deberá tenerse en cuenta, es el informar a otras terceras personas el itinerario y el tiempo de retorno esperado (el tiempo de caminata esperada puede ser estimada usando la regla de Naismith). Un dispositivo de comunicación tal como un teléfono celular o satelital, pueden ayudar ante una emergencia. Sin embargo, con la excepción de cimas de montañas que se encuentran en la línea de visión de las zonas pobladas, la cobertura celular en áreas alejadas es a menudo muy bajas o inexistentes.